# راسيل أش
راسيل أش (بالإنجليزية: Russell Ash)‏ هو كاتب بريطاني، ولد في 18 يونيو 1946 في سري في المملكة المتحدة، وتوفي في 21 يونيو 2010 في لويس في المملكة المتحدة.